# Malcolm Gladwell
Malcolm Gladwell, né le 3 septembre 1963 en Angleterre, est un journaliste au New Yorker, écrivain et conférencier qui vit aujourd'hui aux États-Unis après avoir migré avec sa famille au Canada.
Il s'inspire de travaux d'universitaires en psychologie ou sociologie pour écrire des livres de vulgarisation à destination du grand public. Certains de ses livres sont devenus des best-sellers traduits en plusieurs langues, mais sont aussi critiqués, le plus souvent car ils encourageraient une forme de pensée paresseuse (lazy thinking). En 2005 il a été mentionné dans le Time 100 en tant que personne influente.
Gladwell est élu en 2015 pour 5 ans au conseil d'administration de la RAND Corporation.

## Jeunesse et famille
Gladwell est né en 1963, à Foreham, dans le Hampshire, en Angleterre. Lui et sa famille déménagent au Canada, dans la ville d’Elmira, en Ontario, au Canada, en 1969. Son père, Graham Gladwell, né en Angleterre, est un ingénieur devenu professeur de mathématiques à l’Université de Waterloo. Il a publié cinq livres portant sur les mathématiques. Sa mère, Joyce Gladwell, est d’origine jamaïcaine. Elle a œuvré en tant que psychothérapeute, et a aidé à établir le Woolwich Counselling Centre à Elmira. Elle est l’autrice du livre Brown Face, Big Master. Il a aussi un grand frère, Graham.
Durant son enfance, Malcolm Gladwell a fréquenté l’école Park Manor Senior Public School, où il a croisé le chemin de l’enseignant Jim de Bock, qui a exercé une grande influence sur lui : « Jim de Bock m’a encouragé à suivre mes idées, et non à contempler ce que le monde pense,. »
À l’école secondaire Elmira District Secondary School, Gladwell a cette fois-ci rencontré l’enseignant Bill Exley, une autre figure importante de son parcours, qui lui a notamment enseigné l’importance de la précision lorsqu’on écrit. L’intérêt de Gladwell pour le monde journalistique prend aussi racine à cette école secondaire. Il y créé, avec Bruce Headlam et Terry Martin, le journal Ad Hominem : a Journal of Slander and Critical Opinion. À cette époque, il remporte aussi différents honneurs. Il est déclaré un des dix grands orateurs de son école et il a été champion du 1 500 mètres à la course.

## Parcours professionnel
Il a étudié l’histoire à l’Université de Toronto et, par la suite, est devenu journaliste. Il a fait ses premières armes avec le magazine politique conservateur The American Spectator, en Indiana. C’est en 1987 qu’il joint les rangs du Washington Post, s’intéressant principalement à l’économie et à la science. En 1996, il travaille pour le New Yorker.
Depuis, il a publié cinq livres qui tous mélangent la culture populaire et le savoir académique. Ses ouvrages sont même recommandés dans plusieurs compagnies et écoles de commerce. Son premier ouvrage, Le point de bascule (The Tipping Point), s’est écoulé à 1,7 million de copies en Amérique du Nord, et La force de l'intuition (Blink) à 1,3 million d’exemplaires. En 2005, il est nommé « L’une des personnes les plus influentes » par le Time. La popularité de ses livres l’a mené à devenir conférencier, notamment pour Google, Microsoft et Hewlett Packard. Il œuvre à titre de conférencier, principalement aux États-Unis.

## Livres
Malcolm Gladwell a publié six livres :
- 2000 : The Tipping Point: How Little Things Can Make a Big Difference
(fr) Le point de bascule: Comment faire une différence avec de très petites choses, Éditions Transcontinental, 2006
(fr) Le point de bascule: Comment faire une différence avec de très petites choses, Flammarion, coll. « Clés des champs », 2016

- 2005 : Blink: The Power of Thinking Without Thinking
(fr) La Force de l'intuition: Prendre la bonne décision en deux secondes, Robert Laffont, 2006
(fr) La Force de l'intuition: Prendre la bonne décision en deux secondes, édition Pocket, 2007

- 2009 : Outliers: The Story of Success, Little Brown And Cie
(fr) Les prodiges: Pourquoi les qualités personnelles et le talent ne suffisent pas à expliquer le succès, Éditions Transcontinental, 2009
Tous winners! Comprendre les logiques du succès, Flammarion, coll. « Clés des champs », 2018

- 2009 : What the Dog Saw

- 2015 : David And Goliath: Underdogs, Misfits and the Art of Battling Giants
(fr) David et Goliath : l'art de contourner les règles du jeu, Éditions Transcontinental, 2014
(fr) La loi de David et Goliath: pourquoi nos points faibles sont nos meilleurs atouts, Flammarion, coll. « Clés des champs » avril 2019

- 2019 : Talking to Strangers (sorti en septembre 2019).

## Critiques
Acclamé par certains, il est toutefois la source de certaines critiques. On l’accuse notamment de recourir au sophisme de l’homme de paille (ou de l'épouvantail) pour établir la prémisse de ses livres. Par exemple, Les prodiges (Outliers) vise à déconstruire le concept du self-made man en montrant que le succès d’une personne ne doit pas tellement à ses qualités qu’à la chance qu’elle a eue pour développer son talent. Or le concept du self-made man n’est pas une croyance absolue, ce n’est pas tout le monde qui y adhère.
On lui reproche aussi de trop simplifier les savoirs universitaires, ce à quoi il répond qu’il faut simplifier pour le grand public. Gaby Wood résume ainsi les critiques actuelles : « Journaliste, il est maintenant un phénomène, que l’on révère ou dont on se moque selon les circonstances, quelque part entre le sociologue, le motivateur ou le prêcheur qui offre une source de consolation. » 

## Citations
- « Je n’aime pas être réducteur, mais une grande partie de mon idéologie est canadienne. Les Canadiens aiment ce qui est petit, modeste, n'est-ce pas ? Nous ne croyons pas qu’il faille exhiber nos succès. Nous pensons que le monde est fondamentalement bon. Nous sommes optimistes. Nous croyons qu’il faut prendre soin les uns des autres. Alors, être un Canadien aux États-Unis est quasiment un acte radical en soi[trad 2],[6]. »

### Citations originales
1. ↑  (en) « Jim de Bock encouraged me to follow my own ideas - not to be beholding to what the world thinks. »
2. ↑  (en) « I hate to be this reductive, but an awful lot of my ideology, it's just Canadian. Canadians like small, modest things, right? We don't believe in boasting. We think the world is basically a good place. We're pretty optimistic. We think we ought to take care of each other," he said. "And it so happens that to be a Canadian in America is to seem quite radical. »